# Ceionius Rufius Albinus
Ceionius Rufius Albinus (fl. 389-391) est un homme politique de l'Empire romain.

## Biographie
Fils de Gaius Ceionius Rufius Volusianus Lampadius et de sa femme Caecinia Lolliana.
Il est préfet de l'Urbs en 389-391.
Il est le père de Ceionia Albina, femme de Valerius Poplicola, fils de Valerius Maximus Basilius et de sa femme Sainte Mélanie l'Ancienne, et de Rufius Antonius Agrypnius Volusianus.